# Prosopeia
Genre
Le genre Prosopeia regroupe plusieurs espèces de perruches.

## Liste des espèces
D'après la classification de référence (version 6.4, 2016) du Congrès ornithologique international (ordre phylogénique) :
- Prosopeia splendens – Perruche écarlate
- Prosopeia personata – Perruche masquée
- Prosopeia tabuensis – Perruche pompadour